# Mediteranistyka
Mediteranistyka (ang. Mediterranean Studies) – wiedza o śródziemnomorskich kulturach, religiach, krajach i narodach, dziejach i współczesności oraz znaczeniu, osiągnięciach i problemach regionu. 
W skali światowej jej krzewieniem zajmuje się Mediterranean Studies Association z siedzibą w USA, które organizuje kongresy, wydaje periodyk i wspiera wymianę naukową także dotyczącą studentów. 
W Polsce mediteranistyka jako kierunek studiów pojawiła się najpierw na Uniwersytecie Warszawskim – istnieje on pod nazwą cywilizacja śródziemnomorska, uchodzi za specjalność kulturoznawstwa, a jego jednostką macierzystą jest Instytut Badań Interdyscyplinarnych „Artes Liberales”. Później kierunek pojawił się również na Uniwersytecie Jagiellońskim, Katolickim Uniwersytecie Lubelskim Jana Pawła II oraz Uniwersytecie Śląskim w Katowicach.